# Auslöschung (Film)

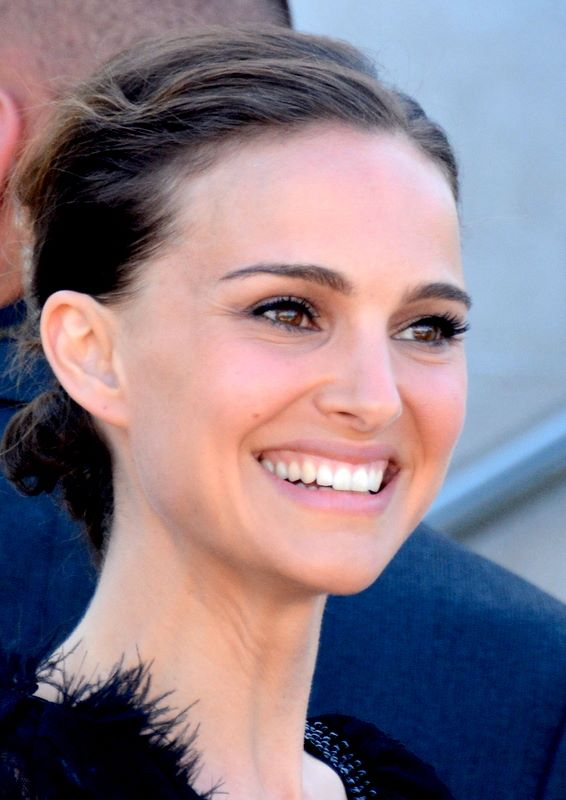
Hauptdarstellerin Natalie Portman, 2015

Auslöschung (Originaltitel: Annihilation) ist ein amerikanisch-britischer Science-Fiction-Horror-Film von Alex Garland. Das Drehbuch, das ebenfalls von Garland stammt, basiert auf dem gleichnamigen Roman von Jeff VanderMeer. Die Darsteller der fünf Wissenschaftlerinnen, die mysteriöse Vorgänge aufdecken sollen, sind Natalie Portman, Jennifer Jason Leigh, Gina Rodriguez, Tuva Novotny und Tessa Thompson. In den USA, Kanada und China war am 23. Februar 2018 Kinostart. Die deutschsprachige Erstveröffentlichung fand am 12. März 2018 beim Streaming-Anbieter Netflix statt.

## Handlung
In einer Isolierstation der US-Regierung wird die Protagonistin Lena einer Vernehmung unterzogen. Sie wird nach ihren Erlebnissen in den letzten Wochen und den Verbleib von weiteren Personen befragt, kann sich aber an kaum etwas erinnern. 
In Rückblenden zeigt der Film, wie sie als Professorin für Molekularbiologie arbeitete und wie sie ein Jahr lang auf ihren Ehemann Kane wartete, der als Soldat auf eine verdeckte Operation geschickt worden war. Kane taucht schließlich unerwartet und fast ohne Erinnerungen mit schweren inneren Verletzungen im gemeinsamen Haus auf. Auf der Fahrt in ein Krankenhaus wird ihr Rettungswagen durch eine Spezialeinheit gestoppt und die beiden werden in die militärische Einrichtung Southern Reach gebracht.
Dort erfährt Lena von der Psychologin Dr. Ventress, dass sich vor drei Jahren an einem Leuchtturm an der südlichen Küste ein mysteriöser Vorfall ereignete und seitdem ein als „Schimmer“ bezeichneter Schild das Land sowie die Überbleibsel menschlicher Zivilisation überwuchert und sich langsam aber stetig ausbreitet. Ihr Mann war Teil des elften Expeditionsteams zur abgeschirmten Area X, das der Ursache auf den Grund gehen sollte. Kane, der nun intensivmedizinisch versorgt werden muss, ist der erste, der jemals von einer dieser Expeditionen zurückgekehrt ist.
Lena erfährt weiter, dass sich ein neues Expeditionsteam unter Leitung von Ventress auf den Weg in das Gebiet machen soll. Neben dieser sollen die Physikerin Josie Radek, die Geomorphologin Cass Sheppard und die Sanitäterin Anya Thorensen teilnehmen. Lena, selbst eine frühere Soldatin der United States Army, meldet sich als fünftes Mitglied der Expedition.
Die Wissenschaftlerinnen dringen in das unerforschte Gebiet ein, verlieren ihre Zeitwahrnehmung und die Erinnerung an die ersten Abläufe. In Träumen erinnert sich Lena an ein Verhältnis mit einem verheirateten Kollegen. Trotz der Sende- und Empfangsstörungen der mitgebrachten elektronischen Geräte dringt die Gruppe weiter in Richtung des Zentrums von Area X vor, dem Leuchtturm an der Küste. In dem von unbekannten Pflanzen bewachsenen Sumpf werden die Frauen von einem mutierten, riesigen Alligator angegriffen, den sie töten und untersuchen können. Das Tier weist artuntypische Merkmale auf.
Auf ihrem weiteren Weg zum Leuchtturm stoßen sie auf eine alte Militärbasis, die durch den sich seit einigen Jahren ausbreitenden „Schimmer“ eingenommen worden ist. Hier finden sie Videoaufnahmen, in denen auch Lenas Mann, Kane, gefilmt wurde, der als Mitglied der vorherigen Spezialeinheit das Gebiet erforschen sollte. Kane schneidet in der Aufzeichnung einem anderen Soldaten die Bauchwand auf, unter der sich schlangenartig bewegende Eingeweide sichtbar werden. Die von der Aufnahme verunsicherte Gruppe um Lena findet den Körper des getöteten Soldaten, aus dem ein verstörendes, wucherndes Gebilde aus Flechten hervorgewachsen ist. In der Nacht wird die Gruppe von einem riesigen Bären angegriffen, der Cass Sheppard verschleppt.
Obwohl die verbliebenen Frauen sich nicht einig sind, beschließen sie, den Weg fortzusetzen und stoßen auf immer fremdartiger anmutende Pflanzen und Tiere. Lena findet die Leiche von Sheppard. In einem verlassenen Dorf bemerken sie, dass der prismenartige Schimmer nicht nur das sichtbare Licht und andere elektromagnetische Wellen verändert, sondern auch anscheinend sinnlose Kombinationen aus der DNS verschiedener Lebewesen wie Tiere und Pflanzen erzeugt. Auch stellen die Wissenschaftlerinnen zunehmend Veränderungen an sich selbst fest.
Während der Übernachtung im Dorf werden die Gruppenmitglieder von der den Verstand verlierenden Anya überwältigt und gefesselt. Sie hat herausgefunden, dass Lena die Ehefrau eines früheren Expeditionsteilnehmers ist und beschuldigt sie des Mordes an Cass Sheppard. Dabei kehrt der Bär zurück, der Sheppards Todesschreie imitiert, lockt Anya weg und tötet sie. Josie gelingt es, sich zu befreien und den Bären zu erschießen. Ventress versucht daraufhin noch in der Nacht, allein zum Leuchtturm zu gelangen.
Bei dem Verhör in der Isolierstation weist der Beamte Lena darauf hin, dass Ventress unheilbar an Krebs erkrankt war, und Lena entgegnet, dass sie sich dies gedacht habe. Sie setzt ihre Erzählung fort. Josie mutierte offenbar zu einer Pflanze und verschwand. Lena setzt ihren Weg zum Leuchtturm auf eigene Faust fort.
An der Küste angekommen, entdeckt sie am Leuchtturm die Überreste früherer Expeditionen. Im Leuchtturm findet sie ein organisches Geflecht mit einem in die Tiefe reichenden Loch, einen menschlichen Leichnam und eine Videokamera mit Aufzeichnungen ihres Ehemannes vor. In der Aufnahme bittet der vermeintliche Kane einen Doppelgänger seiner selbst, Lena zu suchen, bevor er sich mit einer Phosphorgranate tötet. Als Lena in das Loch im Leuchtturm herabsteigt, trifft sie auf Ventress, die sie zwar erst erkennt, dann aber „die Auslöschung“ ankündigt und sich zu einem Lichtgebilde auflöst. Dieses erzeugt aus einem Blutstropfen von Lena eine humanoide Figur, gegen die sie kämpft, welche sich aber gleichzeitig spiegelbildlich zu ihr bewegt. Lena erkennt, dass die Gestalt ihre Bewegungen nachahmt, und bringt das Wesen schließlich dazu, eine Phosphorgranate in der Hand zu halten, deren Splint Lena zieht. Lena flieht aus dem Leuchtturm. Die in Brand stehende Figur setzt die menschlichen Überreste von Lenas Ehemann und die Geflechte im Leuchtturm in Brand. Zeitgleich mit dem Feuer im Leuchtturm gehen auch die organischen Gebilde innerhalb des „Schimmers“ in Flammen auf und lösen sich auf.
In der Isolierstation erfährt Lena, dass zeitgleich ihr kranker Mann plötzlich gesund geworden ist. Bei ihrem Wiedersehen stellen sich beide gegenseitig die Frage, ob sie tatsächlich die jeweils eigene Person sind, was Kane verneint und Lena unbeantwortet lässt. Als sie sich umarmen, ist in den Augen beider das typische Prisma des Schimmers zu erkennen.

## Produktion
Am 26. März 2013 wurde bekanntgegeben, dass Paramount Pictures und Scott Rudin Productions die Filmrechte für Annihilation erworben haben, den ersten Roman von Jeff VanderMeers Southern-Reach-Trilogie. Im Oktober 2014 verpflichtete Paramount den Ex-Machina-Autor und -Regisseur Alex Garland, der den Film adaptieren und inszenieren sollte.
Am 7. Mai 2015 berichtete Variety, dass Natalie Portman für eine Hauptrolle in dem Sci-Fi-Film im Gespräch sei. Das Studio war für weitere Hauptrollen auch an Julianne Moore und Tilda Swinton interessiert; mit ihnen wollte man direkt nach Portmans endgültiger Zusage verhandeln. Im November 2015 wurde die Besetzung von Natalie Portman bestätigt und zudem Gina Rodriguez verpflichtet. Am 4. Januar 2016 stieß Tessa Thompson zum Cast. Jennifer Jason Leigh kam am 10. Februar 2016 dazu. Oscar Isaac wurde im März 2016 gecastet.
Garland erklärte in einem Interview mit der Zeitschrift Creative Screenwriting, dass seine Adaption nur auf dem ersten Teil der Trilogie basiere. „Als ich mit der Arbeit an Annihilation begann, gab es nur das erste von drei Büchern. Ich wusste zwar, dass der Autor den Stoff als Trilogie geplant hatte, doch es gab zu dem Zeitpunkt nur das Manuskript für das erste Buch. Ich hatte also den Gedanken an eine Trilogie nicht wirklich im Kopf, als ich mit meiner Adaption begann.“
Die Dreharbeiten begannen im Frühjahr 2016 in London. Die Produktion konnte starten, als der Schauspieler David Gyasi zum Cast gestoßen war. Die Dreharbeiten von Lighthouse Pictures Ltd vor Ort begannen Ende April in South Forest, Windsor Great Park. Am 9. Mai 2016 veröffentlichte Kameramann Rob Hardy die ersten Bilder vom Set. Vom 13. bis 14. Juli wurde am Strand und im Wald von Holkham in North Norfolk gedreht.

## Veröffentlichung
Der Film erschien am 23. Februar 2018 in den US-amerikanischen sowie den kanadischen und chinesischen Kinos.
Ursprünglich sollte der internationale Kinostart von Auslöschung bereits einen Tag vor dem US-Start erfolgen. Im Dezember 2017 hieß es jedoch, dass es zu Streitigkeiten zwischen den beteiligten Produktionsfirmen von David Ellison (Skydance Media) und Scott Rudin gekommen sei. Ellison habe den Film als „zu intellektuell und zu kompliziert“ kritisiert, nachdem erste Testscreenings im Sommer 2017 schlecht ausgefallen waren, und soll daraufhin Änderungen vorgeschlagen haben, um ihn einem breiteren Publikum zugänglich zu machen. Rudin, der auch schon Garlands Film Ex Machina produziert hatte, verteidigte die Filmfassung des Regisseurs. Er konnte sich am Ende durchsetzen, wohl auch deshalb, weil er über die Rechte am Final Cut verfügte. Schließlich verkaufte Paramount Pictures die Rechte am internationalen Vertrieb an den Streaming-Anbieter Netflix. Am 12. März 2018 stellte Netflix den Film, 17 Tage nach der Kinoveröffentlichung, dem Rest der Welt auf ihrer Plattform zur Verfügung.
Eine Kino-Veröffentlichung in Deutschland gab es nicht, DVD und Blu-ray kamen am 14. März 2019 in den Handel.

## Synchronfassung
Die deutsche Synchronisation übernahm die Berliner Synchron GmbH Wenzel Lüdecke. Das Dialogbuch stammte von Samira Jakobs. Für die Dialogregie waren Dorothee Muschter und Klaus Bauschulte verantwortlich.
| Rolle          | Darsteller           | Synchronsprecher   |
| -------------- | -------------------- | ------------------ |
| Lena           | Natalie Portman      | Manja Doering      |
| Dr. Ventress   | Jennifer Jason Leigh | Alexandra Ludwig   |
| Anya Thorensen | Gina Rodriguez       | Giuliana Jakobeit  |
| Cass Sheppard  | Tuva Novotny         | Ranja Bonalana     |
| Kane           | Oscar Isaac          | Alexander Doering  |
| Josie Radek    | Tessa Thompson       | Marie-Isabel Walke |
| Katie          | Sonoya Mizuno        | Jeany Walpuski     |
| Lomax          | Benedict Wong        | Peter Lontzek      |
| Daniel         | David Gyasi          | Jan-David Rönfeldt |

## Rezeption

### Kritiken
Der Film erhielt überwiegend positive Kritiken. Bei Rotten Tomatoes waren 88 Prozent, von insgesamt 330, bis Mai 2023 ausgewerteten, Kritiken positiv, jedoch nur 66 Prozent der mehr als 10.000 Zuschauerbewertungen. Bei Metacritic erhielt der Film eine Bewertung von 79/100, basierend auf 49 Rezensionen.
J.R. Jones vom Chicago Reader bezeichnete Alex Garlands filmische Adaption als „wertvolle Mutation“. Alison Willmore urteilte für BuzzFeed: „Auslöschung ist ein verkopfter Treibstoff für Albträume, doch die am deutlichsten herausstechende Qualität liegt wohl darin, wie wenig der Film mit den derzeitigen Trends im Science-Fiction-Mainstream zu tun hat.“
James Berardinelli von ReelViews schrieb indes: „Dieser Film, anders als etwas, das für das Massenpublikum produziert wird, handelt davon, was in den ruhigen Momenten zwischen den lauten und sensationellen Sequenzen passiert.“ Kyle Smith von der National Review kritisierte hingegen: „Filme zu drehen, die größtenteils vage bleiben, erweist sich heutzutage als exzellente Möglichkeit, jubelnde Kritiken zu erhalten, doch künstlerisch unklar zu bleiben erscheint mir eher als Verschleierung dafür, den Job nicht richtig beenden zu können.“
Bjarne Bock betonte bei Serienjunkies.de anerkennend: „Alex Garland regt in seinem zweiten Regiewerk unbequeme Fragen zu unseren innersten Beweggründen an und liefert so eine eindrucksvolle Visualisierung des Krankheitsbilds der Depression.“ Bock beschrieb den Film als Mischung aus Filmklassikern wie 2001: Odyssee im Weltraum, Stalker, Apocalypse Now, Alien, Jurassic Park und Avatar.
Einige internationale Rezensionen rücken dagegen Body-Horror-Aspekte stärker ins Zentrum der Betrachtung, wie die in Annihilation dargestellte Entfremdung und Vereinnahmung des menschlichen Körpers. Jonathan Barkan versteht den Einsatz von Body-Horror auch als eine Verneigung vor dem Werk David Cronenbergs, während Carolina Casas in der Charakterstruktur der Figuren Parallelen zum Werk von H. P. Lovecraft sieht, die – mit unangenehmen Realitäten konfrontiert – auf der Suche nach ihrem Platz in der Welt sind.

### Einspielergebnisse
Das Budget betrug knapp 40 Millionen US-Dollar. Innerhalb der ersten drei Wochen konnte der Film in den US-amerikanischen Kinos etwa 26 Mio. US-Dollar einspielen, wovon 11 Mio. US-Dollar bereits am Premierenwochenende Ende Februar 2018 eingenommen werden konnten. Die weltweiten Einspielergebnisse liegen bei 43 Mio. US-Dollar, sind allerdings dadurch verzerrt, dass die Ausstrahlungsrechte bei Netflix liegen und somit genaue Angaben nicht möglich sind.

## Unterschiede zur Vorlage
Der Film weicht erheblich von seiner literarischen Vorlage ab. So wurden beispielsweise den Charakteren für die Verfilmung Namen gegeben, während diese im Buch bewusst nur nach ihrem Beruf (Biologin, Psychologin …) benannt werden. Die Teamzusammenstellung unterscheidet sich auch leicht, außerdem wurde ein zentrales Handlungselement des Buches, ein Turm mit einer abwärts zu einem Tunnel führenden Wendeltreppe in der Nähe des Leuchtturms, im Film nicht direkt aufgegriffen. Vor allem aber die Handlung und das Ende weichen stark ab, so beschäftigt sich das Buch kaum mit der Reise durch die Zone zum Basislager, am Ende beschließt die Biologin als einzige Überlebende, in der Zone nach ihrem verschollenen Ehemann zu suchen.